# Johanna Ittner
Johanna Gertrud Ittner (* 11. August 1932 in Schwabach als Johanna Gertrud Schwarz; † 18. August 2024 ebenda) war eine deutsche Fachlehrerin für Hauswirtschaft und Handarbeit. Für ihr ehrenamtliches Engagement wurde Johanna Ittner mehrfach ausgezeichnet.

## Herkunft, Berufstätigkeit
Johanna Ittner wurde in der mittelfränkischen Stadt Schwabach als Tochter von Friedrich und Babette Schwarz geboren. Nach der Schule absolvierte sie die Frauenfachschule in Nürnberg und besuchte ab 1953 das Staatsinstitut der Pädagogischen Hochschule Bayreuth zur Ausbildung als Fachlehrerin für Handarbeit und Hauswirtschaft. Hier erlangte sie 1954 ihren Abschluss.
Nach einer längeren Familienpause unterrichtete sie als Fachlehrerin an der Berufs- und Wirtschaftsschule sowie der Volkshochschule in Schwabach. Von 1974 bis 1984 hatte sie den Vorsitz des Prüfungsausschusses zur Abnahme der Prüfung zur staatlich anerkannten Hauswirtschafterin inne. Anschließend war Johanna Ittner 12 Jahre Vorsitzende des Meisterprüfungsausschusses Mittelfranken und Mitglied des Meisterprüfungsausschusses Sachsen.

## Ehrenamtliches und politisches Engagement
Nach der Geburt ihres vierten Kindes gründete Johanna Ittner 1965 die erste Müttergruppe in Schwabach mit dem Ziel, jungen Frauen eine gemeinsame Gesprächsplattform zum Austausch von Erfahrungen zu schaffen.
Ab 1972 gehörte sie der Gruppierung „Neutraler Block“, später „Freie Wähler Schwabach“ an, deren Erste Vorsitzende sie von 1991 bis 1997 war. Im Jahr 2002 wurde sie zum Ehrenmitglied der Wählergemeinschaft ernannt.
Von 1990 bis 2015 war sie Vorstands- und Beiratsmitglied des Kneipp-Vereins Schwabach (Erster Vorsitz: 2004 bis 2012).
Des Weiteren setzte sich Johanna Ittner für die Gleichberechtigung der Frau in der Gesellschaft ein. 1992 war sie Mitbegründerin der städtischen Frauenkommission ihrer Heimatstadt, die „zur Verwirklichung von Gleichberechtigung und Chancengleichheit sowie zur Verbesserung der Situation der Frauen in allen gesellschaftlichen Bereichen in der Stadt Schwabach“ beitragen sollte. Sie wirkte in diesem Gremium bis 2014.
Ittner engagierte sich für die Gründung des Seniorenrats der Stadt Schwabach im Jahr 1998 ein, in dem sie zuerst als Schriftführerin und seit 2001 als stellvertretende Vorsitzende fungierte. Sie war Vertreterin des Seniorenrats in der Frauenkommission von Schwabach. Ab 2004 gehörte sie dem Sozialpolitischen Ausschuss der Landesseniorenvertretung Bayern an.

## Verbandsarbeit in der Hauswirtschaft
Johanna Ittner engagierte sich für die gesellschaftliche Anerkennung von Hauswirtschaft. Sie bemühte sich um eine Steigerung der Wertschätzung für die reproduktive Arbeit von Familienfrauen, und deren gesellschaftlichen Beitrag durch die Betreuung und Versorgung von Kindern und älter werdenden Familienangehörigen und für die Belange von Erwerbstätige im hauswirtschaftlichen Bereich. Sie gehörte 25 Jahre lang dem Berufsbildungsausschuss an, für den sie als Vorsitzende im nord- sowie im gesamtbayerischen Ausschuss tätig war. Sie übte Vorstandstätigkeit in verschiedenen hauswirtschaftlichen Berufsfachverbänden aus. Dabei war sie Vorsitzende der Arbeitsgemeinschaft Evangelischer Haushaltsführungskräfte (1987 bis 1999), des Bayerischen Landesausschuss für Hauswirtschaft (1982 bis 1986 und 1993 bis 1998) und des BLAF Bayerischen Landesausschuss für Hauswirtschaft Förderverein (2000 bis 2015). Als Stellvertretende Vorsitzende war Johanna Ittner für die Bundesstelle für hauswirtschaftliche Berufsbildung in Frankfurt und der Arbeitsgemeinschaft Hauswirtschaft in Bonn tätig. 1999 mitbegründete Johanna Ittner die Bundesarbeitsgemeinschaft Hauswirtschaft. Für diese begleitete sie den Start der staatlich geförderten, unter der Trägerschaft des BLAF-Fördervereins stehenden Projekte „Verbraucher lernen verbrauchen“ (2002) und „Tafelfreuden“ (2003) sowie das von der Aktion Mensch unterstützte Projekt „FAST FOOD – SLOW FOOD & MORE“.

## Ehrungen
- 1987: Johanna Ittner wurde für ihre besonderen ehrenamtlichen Verdienste um die Verbesserung der Anerkennung der im Familienhaushalt geleisteten Arbeit und die Wertschätzung hauswirtschaftlicher Dienstleistungen im Erwerbsbereich mit dem Bundesverdienstkreuz am Bande ausgezeichnet.[1]
- 1997: Das Bayerische Staatsministerin für Arbeit und Sozialordnung würdigte die Verdienste von Johanna Ittner um die Berufsbildung in der Hauswirtschaft mit einer Ehrenurkunde.
- 1999: Johanna Ittner wurde vom Bayerischen Ministerpräsidenten mit dem Bayerischen Verdienstorden geehrt.[1]
- 2008: Eintragung in das Ehrenbuch der Stadt Schwabach.
- Mehrere Vereine und Verbände, in denen Johanna Ittner den Vorsitz geführt hat, haben sie zur Ehrenvorsitzenden ernannt.

## Werke
- 1990 veröffentlichte Johanna Ittner das Fachbuch Erfolgsbuch Wohnen und Einrichten in der Hauswirtschaft. Holzmann, Bad Wörishofen ISBN 3-7783-0286-8.
- Über das facettenreiche Leben Johanna Ittners wurde in der Porträtsammlung Bewegte Frauenleben – Ein Stück Schwabacher Heimatgeschichte berichtet.
- Auch in dem Historischen Stadtlexikon Schwabach ist Johanna Ittner ein Eintrag gewidmet.
- Sicherheit im Haushalt, mit Petra Dietz und Marianne Hinterbrandner, Aktion Das Sichere Haus, Deutsches Kuratorium für Sicherheit in Heim und Freizeit e.V., Bundesanstalt für Arbeitsschutz Dortmund / München 1994, DNB 1063653762.